# Burkart
Burkart ist ein Familienname und ein männlicher Vorname.

## Varianten
- Burkard, Burkhardt, Burkhard, Burkhart
- Burckardt, Burckhardt, Burckhard
- Burghart, Burghardt, Burghard
- Burchart, Burchard
- Burgard

## Namensträger

### Vorname
- Burkart Keller, badische Sagengestalt
- Burkart von Hohenfels, deutscher Minnesänger
- Burkart von Ziegenhain (nach 1207–1247), Erzbischof von Salzburg, siehe Burkhart von Ziegenhain
- Burkart Lutz (1925–2013), deutscher Soziologe
- Burkart Philipp (1925–2015), deutscher Chemiker
- Burkart Rümelin (1916–2012), deutscher Ingenieur, siehe Burkhart Rümelin

### Familienname
- Aaron Burkart (* 1982), deutscher Rallyefahrer
- Achim Burkart (Diplomat) (* 1960), deutscher Diplomat
- Achim Burkart (* 1992), deutscher Radsportler
- Albert Burkart (1898–1982), deutscher Maler
- Arturo Erhardo Burkart (1906–1975), argentinischer Botaniker
- Axel Burkart (* 1951), deutscher Buchautor, Anthroposoph und Esoteriker
- Balthasar Burkart (1896–1960), deutscher Politiker (BCSV/CDU)
- Céline Burkart (* 1995), Schweizer Badmintonspielerin
- Claudia Burkart (* 1980), argentinische Hockeyspielerin
- Edgar Burkart (1944–2011), deutscher Fußballfunktionär
- Erika Burkart (1922–2010), Schweizer Dichterin
- Friedrich Carl Burkart (1805–1862), deutscher Jurist und Politiker
- Günter Burkart (* 1950), deutscher Kultursoziologe
- Helen Barnett-Burkart (* 1958), Schweizer Leichtathletin britischer Herkunft
- Joseph Burkart (1798–1874), deutscher Bergrat und Forschungsreisender
- Karl Burkart (1798–1851), deutscher Verwaltungsjurist
- Klaus Burkart (* 1993), deutscher Milchtechniker, Model und LGBT-Aktivist
- Lucas Burkart (* 1967), Schweizer Historiker
- Manuel Burkart (* 1977), Schweizer Kabarettist, siehe Cabaret Divertimento
- Michael Burkart (* 1960), deutscher Botaniker
- Nishan Burkart (* 2000), Schweizer Fußballspieler
- Odilo Burkart (1899–1979), deutscher Unternehmer und Wehrwirtschaftsführer
- Philipp Burkart, deutscher Fußballspieler
- Richard Burkart (1931–2023), US-amerikanischer Jazzmusiker und Hochschullehrer
- Richard K. H. Burkart (* 1950), deutscher Maler
- Roland Burkart (* 1950), österreichischer Kommunikationswissenschaftler
- Rosemarie Heyd-Burkart (1905–2002), deutsche Romanistin
- Sebastian Burkart (1844–1923), Theologe und Schweizer Politiker
- Stefan Burkart (1957–2020), Schweizer Sprinter
- Thierry Burkart (* 1975), Schweizer Politiker (FDP) und Rechtsanwalt
- Urs Burkart (* 1963), Schweizer Eishockeyspieler
- Walo Burkart (1887–1952), Schweizer Förster und Archäologe
- Werner Burkart (* 1948), deutscher Diplomat